# Edinburghbeslutet
Edinburghbeslutet är en internationell överenskommelse som ingicks av stats- eller regeringscheferna inom Europeiska gemenskaperna vid ett sammanträde i Europeiska rådet i Edinburgh, Storbritannien, den 12 december 1992. Beslutet syftade till att fastställa vissa bestämmelser avseende Danmarks förhållande till Europeiska unionen till följd av det danska folkets nej till Maastrichtfördraget i en folkomröstning den 2 juni 1992. Genom beslutet kunde fördraget godkännas av det danska folket i en andra folkomröstning den 18 maj 1993 och träda i kraft den 1 november 1993, utan att behöva omförhandlas mellan medlemsstaterna.
Genom Edinburghbeslutet fastställdes fyra ”undantag” för Danmarks deltagande i Europeiska unionen i enlighet med Maastrichtfördragets bestämmelser: (1) Ett förtydligande gällande innebörden av unionsmedborgarskapet, (2) ett undantag från deltagande i eurosamarbetet, (3) ett undantag från försvarssamarbetet samt (4) ett undantag inom rättsliga och inrikes frågor.
Edinburghbeslutet antogs som en internationell överenskommelse och utgör inte en del av unionsrätten. Beslutet är rättsligt bindande som internationell rätt för samtliga avtalsparter, men dess bestämmelser är endast tillämpliga på Danmark; beslutet påverkar inte Danmarks övriga åtaganden eller unionsrättens tillämplighet i övriga medlemsstater. Genom Amsterdamfördraget, som trädde i kraft den 1 maj 1999, införlivades undantagen gällande försvarssamarbete samt rättsliga och inrikes frågor i grundfördragen genom protokollet om Danmarks ställning. Amsterdamfördraget inkluderade även samma förtydligande om unionsmedborgarskapets innebörd som Edinburghbeslutet, som därmed kom att i praktiken spela ut sin roll.
Den 1 juli 2022 upphävdes undantaget gällande försvarssamarbete på den danska regeringens begäran efter att en folkomröstning hade hållits om avskaffandet av detta undantag.

## Tillkomst
Den 7 februari 1992 undertecknade företrädare för Europeiska gemenskapernas medlemsstater Maastrichtfördraget med ambitionen att upprätta en europeisk union mellan sig. För att träda i kraft var fördraget tvunget att först ratificeras av alla medlemsstater i enlighet med deras respektive konstitutionella bestämmelser. Flera medlemsstater – Danmark, Frankrike och Irland – valde att hålla folkomröstningar som en del av ratificeringsprocessen. I Danmark hölls en folkomröstning den 2 juni 1992, då 50,7 procent av de danska väljarna med ett valdeltagande på 83,1 procent röstade emot fördraget. Därmed blockerades den fortsatta ratificeringsprocessen av fördraget.
För att lösa den uppkomna situationen nådde samtliga större partier i det danska folketinget den 27 oktober 1992 en överenskommelse som innebar att den danska regeringen skulle begära vissa undantag och förtydliganden vad gällde Maastrichtfördraget, utan att kräva en omförhandling av själva fördraget. I gengäld skulle en ny folkomröstning hållas. De frågor som pekades ut som särskilt känsliga och bidragande till avslaget i den första folkomröstningen innefattade det tilltänkta unionsmedborgarskapet, införandet av euron, inledandet av ett försvarssamarbete samt överstatligt beslutsfattande inom rättsliga och inrikes frågor.
För att kunna slutföra ratificeringsprocessen av Maastrichtfördraget och samtidigt undvika en omfattande omförhandling av fördraget enades stats- eller regeringscheferna inom Europeiska gemenskaperna om Edinburghbeslutet vid ett sammanträde i Europeiska rådet i Edinburgh, Storbritannien, den 12 december 1992. Beslutet banade vägen för en andra folkomröstning om Maastrichtfördraget den 18 maj 1993, då 56,7 procent av de danska väljarna med ett valdeltagande på 86,5 procent röstade för fördraget. Efter att ratificeringsprocessen hade fullföljts i samtliga medlemsstater kunde fördraget träda i kraft den 1 november 1993.

## Rättslig grund
Edinburghbeslutets rättsliga status har varit föremål för viss diskussion, vilket kan förklaras av att beslutet antogs som en ad hoc-lösning på en dittills unik situation – aldrig tidigare hade ett fördrag inom ramen för det europeiska samarbetet avslagits i en folkomröstning. Beslutet har därför en viss sui generis-karaktär. Det saknar rättslig grund i unionsrätten, det finns till exempel ingen hänvisning till någon bestämmelse i unionens fördrag som ligger till grund för beslutet och det finns inte heller någon uttrycklig befogenhet för Europeiska rådet att fatta ett sådant beslut enligt fördragen. I formell mening är beslutet inte heller fattat av Europeiska rådet, utan av medlemsstaternas stats- eller regeringschefer när de var församlade i Europeiska rådet. Beslutet är därför att betrakta som en internationell överenskommelse utanför unionens ramar, men med påverkan på hur unionsrätten ska tolkas och tillämpas. Den exakta rättsliga statusen som internationell överenskommelse enligt Wienkonventionen om traktaträtten är dock oklar; vissa betraktar beslutet enbart som en reservation eller ett förtydligande gällande tolkningen av Maastrichtfördraget i enlighet med artikel 19 respektive artikel 31 i Wienkonventionen, medan andra betraktar beslutet som ett mindre internationellt avtal. Å ena sidan föreskriver beslutet att det är bindande och träder i kraft samtidigt som Maastrichtfördraget, å andra sidan ändrar beslutet inte på Maastrichtfördragets bestämmelser eftersom en sådan ändring hade krävt en ny ratificeringsprocess i samtliga medlemsstater. Beslutet registrerades dock som en internationell överenskommelse hos Förenta nationernas generalsekreterare på den danska regeringens vägnar i enlighet med artikel 102 i FN-stadgan. Det offentliggjordes även i C-serien för meddelanden och upplysningar i Europeiska gemenskapernas officiella tidning.
Sedan Amsterdamfördraget trädde i kraft den 1 maj 1999 har bestämmelserna i Edinburghbeslutet antingen införlivats eller ersatts av motsvarande bestämmelser i diverse protokoll som fogats till unionens grundfördrag. På så sätt har de undantag som Danmark har beviljats blivit en integrerad del av unionsrätten och Edinburghbeslutet har i praktiken spelat ut sin roll, även om beslutet i formell mening fortfarande är i kraft.
EU-domstolen hänvisade till beslutet i en dom från 2010 om tolkningen av unionsmedborgarskapets innebörd i ett mål som rörde omständigheter från mitten av 1990-talet, då Amsterdamfördraget ännu inte var i kraft. Även i en dom från 2023 hänvisade EU-domstolen till beslutet i en fråga som rörde återkallande av medborgarskap.

## Innehåll och bestämmelser
I korthet innebär Edinburghbeslutet att Maastrichtfördraget ska tolkas på ett särskilt sätt i förhållande till Danmarks deltagande i det europeiska samarbetet. Detta ger upphov till ett antal ”undantag” gällande unionsmedborgarskapet, eurosamarbetet och rättsliga och inrikes frågor. Ursprungligen innehöll beslutet även ett undantag gällande försvarssamarbete. Beslutet är uppdelat i olika avsnitt, som behandlar vart och ett av undantagen. Därutöver är fyra icke-bindande förklaringar fogade till beslutet; två gemensamma förklaringar av Europeiska rådet och två ensidiga förklaringar av Danmark.

### Medborgarskap
Avsnitt A i Edinburghbeslutet berör bestämmelserna om unionsmedborgarskapet i Maastrichtfördraget. Planerna på att införa ett unionsmedborgarskap väckte viss oro i Danmark då det vid denna tidpunkt var oklart vilket förhållande det skulle ha gentemot det nationella medborgarskapet. Beslutet förtydligar att unionsmedborgarskapet ger medlemsstaternas medborgare ytterligare rättigheter och skydd i enlighet med Maastrichtfördragets bestämmelser, men att det inte på något sätt ersätter det nationella medborgarskapet. Slutligen förtydligar beslutet att frågan om en person är medborgare i en medlemsstat är en nationell befogenhet.
I en ensidig förklaring som är fogad till Edinburghbeslutet klargör den danska regeringen sin syn på unionsmedborgarskapet. Bland annat konstateras att unionsmedborgarskapet är ett begrepp som är helt skilt från det danska medborgarskapet och att ytterligare rättigheter för unionsmedborgare, i enlighet med Maastrichtfördraget, endast kan införas genom ett enhälligt beslut som måste godkännas av alla medlemsstater i enlighet med deras respektive konstitutionella bestämmelser. I Danmark skulle ett sådant beslut kräva antingen en majoritet om fem sjättedelar av ledamöterna i folketinget eller både en majoritet av ledamöterna i folketinget och en majoritet av väljarna i en folkomröstning.
Genom Amsterdamfördraget, som trädde i kraft den 1 maj 1999, infördes meningen ”Unionsmedborgarskapet skall komplettera och inte ersätta det nationella medborgarskapet.” i fördraget om Europeiska unionen. Därmed införlivades Edinburghbeslutets bestämmelser i detta avseende i grundfördragen och blev tillämpliga för samtliga medlemsstater. I en dom den 5 september 2023 bekräftade EU-domstolen att innebörden av Edinburghbeslutets bestämmelser om unionsmedborgarskapet har samma lydelse som de bestämmelser som återfinns i unionens grundfördrag och därtill fogade förklaringar.

### Ekonomiska och monetära unionen
Avsnitt B i Edinburghbeslutet berör Danmarks deltagande i eurosamarbetet, som då fortfarande var i sin linda. Redan i förhandlingarna om Maastrichtfördraget hade den danska regeringen förhandlat sig till en möjlighet att stå utanför det blivande eurosamarbetet. Genom ett särskilt protokoll – protokollet om vissa bestämmelser angående Danmark – hade den danska regeringen fått möjlighet att anmäla till Europeiska unionens råd huruvida Danmark skulle delta i införandet av en gemensam valuta eller stå utanför ett sådant samarbete. I Edinburghbeslutet fastställs formellt den danska regeringens anmälan om att stå utanför samarbetet. Samtidigt fastställer beslutet att Danmark ska fortsätta att delta i övriga delar av den ekonomiska och monetära unionen samt fortsätta att delta i valutakurssamarbetet inom ramen för Europeiska växelkursmekanismen.
Edinburghbeslutets bestämmelser i detta avseende finns införlivade i grundfördragen genom protokollet om vissa bestämmelser angående Danmark. De danska väljarna avslog ett förslag om att införa euron i en folkomröstning den 28 september 2000.

### Försvarspolitik
Avsnitt C i Edinburghbeslutet berörde ursprungligen Danmarks deltagande i den gemensamma försvarspolitiken, men är numera upphävt. I samband med den första folkomröstningen om Maastrichtfördraget i Danmark fanns det en oro för att det nya försvarssamarbetet skulle leda till upprättandet av ett gemensamt försvar och att de nationella försvaren skulle avskaffas. Genom Maastrichtfördraget blev det möjligt att inleda ett försvarspolitiskt samarbete, där Västeuropeiska unionen kunde ges i uppdrag att utarbeta och genomföra unionens beslut och insatser med försvarspolitiska konsekvenser. Tillsammans med Irland stod Danmark dock utanför Västeuropeiska unionen. I Edinburghbeslutet förtydligade stats- eller regeringscheferna att Danmark inte var förpliktat att bli medlem i Västeuropeiska unionen (som numera inte längre existerar) och att Danmark följaktligen inte skulle delta i utarbetandet och genomförandet av unionens beslut och insatser med försvarspolitiska konsekvenser. Samtidigt skulle Danmark inte hindra övriga medlemsstater från att utveckla sitt samarbete på detta område.
I en gemensam förklaring av Europeiska rådet som var fogad till Edinburghbeslutet uppmärksammades att Danmark skulle avstå från ordförandeskapet i Europeiska unionens råd när rådet hanterade beslut och insatser som hade försvarspolitiska konsekvenser.
Genom Amsterdamfördraget, som trädde i kraft den 1 maj 1999, infördes motsvarande undantag gällande försvarspolitiken genom protokollet om Danmarks ställning, som fogades till grundfördragen. Därmed blev detta undantag införlivat i unionsrätten. Som ett svar på Rysslands invasion av Ukraina 2022 utlyste den danska regeringen en folkomröstning om försvarsundantaget som ägde rum den 1 juni 2022. En majoritet av väljarna röstade då för att avskaffa undantaget. Den 20 juni 2022 lämnade Danmarks utrikesminister Jeppe Kofod över en skrivelse till den höga representanten för utrikes frågor och säkerhetspolitiken Josep Borrell om avskaffandet av undantagsklausulen, som upphävdes den 1 juli 2022.

### Rättsliga och inrikes frågor
Avsnitt D i Edinburghbeslutet berör Danmarks deltagande i samarbetet om rättsliga och inrikes frågor, däribland gränskontroll-, asyl- och invandringspolitik samt civilrättsligt samarbete, straffrättsligt samarbete och polissamarbete. Genom Maastrichtfördraget upprättades två mellanstatliga pelare – den gemensamma utrikes- och säkerhetspolitiken och rättsliga och inrikes frågor – jämte den sedan tidigare existerande överstatliga pelaren, Europeiska gemenskaperna. Bortsett från den enhetliga utformningen av visumhandlingar och den gemensamma förteckningen över tredjeländer vars medborgare behövde visum vid kortare vistelse i unionen, omfattades alla rättsliga och inrikes frågor av fördragets bestämmelser om den tredje pelaren. I enlighet med en övergångsklausul i artikel K.9 i Maastrichtfördraget var det dock möjligt för Europeiska unionens råd att, på förslag av Europeiska kommissionen eller en medlemsstat, besluta med enhällighet att överföra vissa delar av rättsliga och inrikes frågor – gränskontroll-, asyl- och invandringspolitik samt det civilrättsliga samarbetet – till den överstatliga första pelaren. Ett sådant beslut skulle dock kräva ett godkännande av alla medlemsstater i enlighet med deras respektive konstitutionella bestämmelser. I Edinburghbeslutet förtydligas att Danmark endast deltar i rättsliga och inrikes frågor på grundval av de ursprungliga bestämmelserna i Maastrichtfördraget.
I en ensidig förklaring som är fogad till Edinburghbeslutet klargör den danska regeringen sin syn på rättsliga och inrikes frågor. Bland annat tydliggörs att användandet av artikel K.9 i Maastrichtfördraget, i enlighet med fördraget, förutsätter ett enhälligt beslut som godkänns av alla medlemsstater i enlighet med deras respektive konstitutionella bestämmelser. I Danmark skulle ett sådant beslut kräva antingen en majoritet om fem sjättedelar av ledamöterna i folketinget eller både en majoritet av ledamöterna i folketinget och en majoritet av väljarna i en folkomröstning.
Genom Amsterdamfördraget, som trädde i kraft den 1 maj 1999, överfördes gränskontroll-, asyl- och invandringspolitik samt det civilrättsliga samarbetet från den mellanstatliga tredje pelaren till den överstatliga första pelaren. I samband med detta fick Danmark undantag från alla de delar som tidigare hade legat under den tredje pelaren, men som nu omfattades av den första pelaren. Detta undantag fastställdes i protokollet om Danmarks ställning, som fogades till grundfördragen. Därmed blev detta undantag införlivat i unionsrätten. Genom Lissabonfördraget, som trädde i kraft den 1 december 2009, avskaffades hela pelarstrukturen och de kvarvarande delarna av rättsliga och inrikes frågor fördes över till det överstatliga samarbetet inom ramen för området med frihet, säkerhet och rättvisa. I samband med detta utvidgades Danmarks undantag till att gälla alla dessa delar. Samtidigt infördes möjligheten för Danmark att istället övergå till en tillvalsordning, som skulle möjliggöra för den danska regeringen att välja från fall till fall vilka beslut som den vill tillämpa inom området med frihet, säkerhet och rättvisa. Ett förslag till att aktivera tillvalsordningen avslogs dock i en folkomröstning den 3 december 2015.

### Upphävande av beslutet
Avsnitt E i Edinburghbeslutet fastställer att Danmark, i enlighet med sina konstitutionella bestämmelser, kan meddela övriga medlemsstater om att landet inte längre önskar att åberopa hela eller delar av beslutet. I så fall blir Danmark skyldigt att genomföra alla vid den tidpunkten gällande tillämpliga åtgärder som antagits inom ramen för Europeiska unionen.

### Förklaringen om social-, konsument-, miljö- och fördelningspolitik
Utöver de två ensidiga förklaringarna av Danmark om unionsmedborgarskapet och rättsliga och inrikes frågor samt den gemensamma förklaringen av Europeiska rådet om försvarssamarbete fogades även en fjärde förklaring till Edinburghbeslutet av Europeiska rådet. I denna förklaring förtydligar Europeiska rådet att Maastrichtfördraget inte på något sätt hindrar en medlemsstat från att behålla eller införa mer långtgående skyddsåtgärder som är förenliga med fördraget om upprättandet av Europeiska gemenskapen vad gäller arbetsvillkor och socialpolitik, konsumentskyddsnivå och miljöpolitik. Därutöver förtydligar Europeiska rådet att bestämmelserna om den ekonomiska och monetära unionen tillåter medlemsstaterna att fortsätta att bedriva sin egen fördelningspolitik.

## Territoriellt tillämpningsområde
Som internationell överenskommelse är Edinburghbeslutet rättsligt bindande för samtliga avtalsparter. Enligt Europeiska rådets slutsatser i samband med antagandet av beslutet klargörs dock att det endast är tillämpligt för Danmark och inte för andra medlemsstater.